# Dangerous to Men
Dangerous to Men è un film muto del 1920 diretto da William C. Dowlan. La sceneggiatura si basa su Eliza Comes to Stay, lavoro teatrale di H. V. Esmond andato in scena a Londra in prima il 2 dicembre 1913.

## Trama
Diventato, senza averla mai vista, tutore della figlia del suo vecchio amico John Vandam, un noto scienziato morto in Oriente, Sandy Verrall crede, erroneamente, che la sua pupilla sia ancora una bambina. Con sua sorpresa, scopre invece che si tratta di una ragazza di diciott'anni. Irritata dall'accoglienza del tutore, Eliza decide di comportarsi come una ragazzina, in modo di provocare Sandy a mandarla via. Ben presto, però, ammette di essersi innamorata di lui e, accortasi che Vera, la fidanzata di Sandy, non punta ad altro che ai suoi soldi, fa in modo di dirottare le sue attenzioni su Gregory, il ricchissimo zio di Sandy. Disgustato dal comportamento di Vera, Sandy si rende conto che anche lui ora ama Eliza.

## Produzione
Il film fu prodotto dalla Screen Classics Inc. con il titolo di lavorazione Eliza Comes to Stay.

## Distribuzione
Il copyright del film, richiesto dalla Metro Pictures Corp., fu registrato il 26 aprile 1920 con il numero LP15049. Distribuito dalla Metro Pictures Corporation, il film uscì nelle sale cinematografiche statunitensi nell'aprile 1920. Il film è inedito in Italia